# Megabraula
Megabraula là một chi ruồi trong họ Braulidae. Megabraula được tìm thấy ở Nepal và dài 3 mm.

## Loài
- Megabraula antecessor Grimaldi & Underwood, 1986
- Megabraula onerosa Grimaldi & Underwood, 1986